# Oro-fazio-digitales Syndrom Typ 3
Das Oro-fazio-digitales Syndrom Typ 3 (OFD3), auch Sugarman-Syndrom genannt, ist eine sehr seltene autosomal-rezessiv vererbte Krankheit und gehört zu den Oro-fazio-digitalen Syndromen. Dieser Typ wird laut der medizinischen Datenbank Orphanet jetzt unter Oro-fazio-digitales Syndrom Typ 6 geführt.
Die Bezeichnung bezieht sich auf den Erstautor der Erstbeschreibung aus dem Jahr 1971, den US-amerikanischen Humangenetiker Gerald I. Sugarman.

## Verbreitung
Die Häufigkeit wird mit unter 1 zu 1.000.000 angegeben, bislang wurden erst 2 Familien beschrieben. Die Vererbung erfolgt autosomal-rezessiv.

## Ursache
Die Ätiologie ist noch nicht bekannt.

## Klinische Erscheinungen
Klinische Kriterien sind:
- Fehlbildungen im Mund- und Augenbereich (Hypertelorismus, abfallende Lidachsen, myoklonisches Lidzucken, gespaltene Uvula)
- Gesichtsauffälligkeiten (Prominente Stirn und prominenter Hinterkopf, rundes Gesicht mit vollen Wangen)
- Fingerfehlbildungen (Postaxiale Polydaktylie)
- Weitere Skelettauffälligkeiten (Trichterbrust, kurzes Sternum, Kyphose)
- Schwere geistige Behinderung mit spastischer Parese

## Differentialdiagnose
Abzugrenzen sind andere Formen des Oro-fazio-digitalen Syndromes.